# The Dubliner's Dublin
The Dubliner's Dublin er et studiealbum af The Dubliners fra 1988. De medvirkende er Ronnie Drew, Barney McKenna, John Sheahan, Seán Cannon og for første gang som fuldgyldigt medlem Eamonn Campbell. Campbell var endnu engang producer på albummet.
Det var det sidste af The Dubliners' albummer, som blev udgivet på vinyl. Udgivelsen af albummet faldt tilfældigvis sammen med at byen Dublin fyldte 1000 år. Sammen med albummet blev også udgivet en video kaldet The Dubliner's Dublin, med de fleste af sangene fra LP'en. På videoen får man en guidet tur igennem Dublin fortalt af Ronnie Drew.
Albummet blev genudgivet i 2003 og igen i 2005 på CD.

## Spor[2]

### Side Et
1. "Finnegan's Wake"
2. "Raglan Road"
3. "The Zoological Gardens"
4. "Hornpipes – The Honeysuckle/The Golden Eagle"
5. "Sez She"
6. "Three Lovely Lassies from Kimmage"
7. "Johnny Doyle"
8. "Weile Waile"
9. "Bombo Lane"
10. "The Monto"

### Side To
1. "The Old Triangle"
2. "The Dublin Jack of All Trades"
3. "Dicey Reilly"
4. "Reels – Ríl Gan Ainm/Sheahan's Reel/Jenny's Wedding"
5. "The Ragman's Ball"
6. "Seven Drunken Nights"
7. "Christ Church"
8. "The Spanish Lady"
9. "The Rare Oul' Times"